# Alexander von Oranien-Nassau

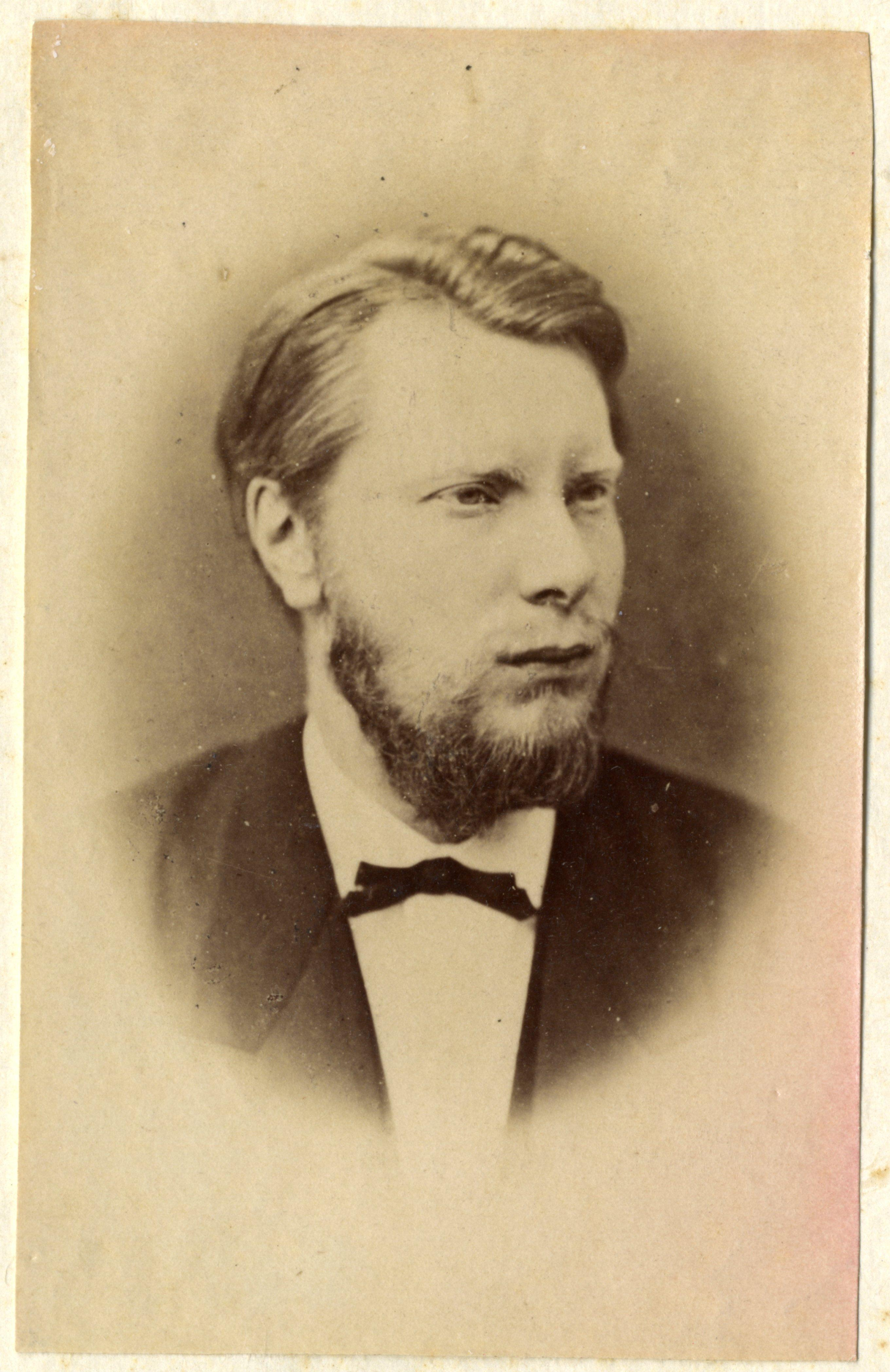
Prinz Alexander (Fotografie um 1880)

Prinz Wilhelm Alexander Karl Heinrich Friedrich von Oranien-Nassau (niederländisch Prins Willem Alexander Karel Hendrik Frederik van Oranje-Nassau; * 25. August 1851 in Den Haag; † 21. Juni 1884 ebenda) war vom 11. Juni 1879 bis zu seinem Tod der vierte Kronprinz der Niederlande und des Großherzogtums Luxemburg.

## Leben
Alexander war der jüngste der drei Söhne von König Wilhelm III. der Niederlande mit dessen Cousine Sophie von Württemberg, die eine zunehmend zerrüttete Ehe führten.
Anders als sein ältester Bruder Wilhelm galt Alexander als diszipliniert, intellektuell und belesen. Er blieb unverheiratet und litt nach dem Tod seiner Mutter im Jahr 1877 an Melancholie.
Nach dem Tod seines Bruders Wilhelm am 11. Juni 1879 – ihr Bruder Moritz starb schon 1850 – wurde Alexander dessen Nachfolger als Prinz von Oranien, Kronprinz der Niederlande. Alexander war damit als der vierte Prinz von
Oranien Kronprinz der Niederlande aus dem direkten Mannesstamm des Hauses Nassau und damit verbunden Erbprinz des Großherzogtums Luxemburg aus der Linie Oranien-Nassau. Doch da er zwar nach seinen älteren Brüdern, aber vor seinem Vater, dem König, starb, erlangte er nie die Königswürde und wurde auch nicht Großherzog von Luxemburg.
Nachdem sich sein Vater 62-jährig im Januar 1879 mit der jugendlichen Prinzessin Emma zu Waldeck und Pyrmont verheiratet hatte, vermied er den Umgang mit seinem Vater und wurde immer depressiver. Seine Halbschwester, die 1880 geborene und spätere Königin Wilhelmina, bekam er nie zu Gesicht.
1882 wurde er in Nachfolge seines Großonkels Friedrich von Oranien-Nassau Großmeister der niederländischen Freimaurer.
Seit 1883 wurde immer offensichtlicher, dass er außer an seiner mentalen Krankheit auch an Typhus litt, woran er schließlich 32-jährig am 21. Juni 1884 verstarb, während sein Vater sich zur Kur befand.
Beigesetzt wurde er in der Familiengruft in Delft.